# Primno
Segons la mitologia grega, Primno (en grec antic: Πρυμνώ, que significa 'que és en un extrem', 'que es troba a l'arrel') va ser una nimfa del grup de les oceànides, filla d'Oceà i de Tetis, que Hesíode cita a la seva llista d'oceànides.
Els seus pares van ser els titans Oceà i Tetis, i va tenir moltes germanes (segons Hesíode fins a tres mil) i molts de germans, els Pòtams (déus fluvials), que també eren tres mil. Els seus avis eren Urà i Gea.